# Szitkárfélék
A szitkárfélék (Sesiidae; egyes, régebbi rendszerekben Aegeriidae) avagy üvegszárnyú lepkék a valódi lepkék alrendjébe tartozó Heteroneura alrendág Sesioidea öregcsaládjának névadó családja.

## Származásuk, elterjedésük
Üvegszárnyú lepkék a sarki területektől a trópusokig élnek. A legtöbb faj holarktikus; elterjedésük déli határa Etiópia, illetve Mauritánia. A Nyugat-Palearktiszban közel 130 fajukat mutatták ki – ezek közel harmadát Közép-Ázsiában, Anatóliában, illetve Európában, mintegy negyedüket az egykori kelet-mediterrán refúgiumokban. Viszonylag sok (17%) a nyugat-mediterrán (atlantomediterrán-, mauretániai) faj.
Az egyéb fajok közül sok a széles elterjedésű szibériai, illetve holarktikus (Sesia apiformis Cl., Pennisetia hylaeiformis Lasp., Paranthrene tabaniformis Rott., Synanthedon formicaeformis Esp. stb.). Mások szekundér refugiumok endemizmusai (Bembecia iberica Špatenka, 1992, Synansphecia borreyi Le Cerf, 1922, S. atlantis Schwingenschuss, 1935 stb.). Különösen sok bennszülött reliktumfaj került elő az atlantomediterrán menedékhelyekről. Az úgynevezett arkto-alpin fajok (pl. Synanthedon polaris Stgr., Sesia bembeciformis Hb.) Európában csak szórványosak.

## Megjelenésük, felépítésük
Ez a monofiletikus csoport jól megkülönböztethető, élesen elkülönül a többi molylepkétől.
Sárga vagy fehér, endofág hernyóik növények belsejében (fákban, gyökerekben) rágnak; egyesek mezőgazdasági kártevők.
Zömmel kis, ritkábban közepes termetű imágóikat „hymenopteroid”, alkatúaknak nevezik, mivel megjelenésük a hártyásszárnyúakra (Hymenoptera: legyekre, darazsakra) emlékeztet. Mint nevük is mutatja, hátsó szárnyaik többnyire üvegszerűen átlátszók. A nagy, megnyúlt, keskeny első szárnyakon többnyire 3-3 pikkelymentes, ún. "üvegablak" van:
1. ékfolt a középső cellában;
2. a középcella alatt, a belső szegélyen ülő hosszú-mező;
3. erekkel megosztott külső mező a külső szegélytér bazális részén.

Több nemük (Paranthrene Hb. 1819, Bembecia Hb. 1819, Chamaesphecia Spuler, 1910) szárnyain az üvegmezők fejletlenek, egyes fajok elülső szárnyai teljesen pikkelyezettek.
Szárnyuk erezete igen jellegzetes; a radius mindig ötágú. A hátsó szárnyakon az Sc ér többé-kevésbé visszafejlődött, az M és Cu erekről többnyire hiányzik az ágak egy része. Mind a három anális ér fejlett, és mindig van egy tapadósörtéjük is.
A csápok vagy megnyúlt orsó alakúak szőrpamaccsal, vagy szál formájúak – ilyenkor egyik oldaluk fésűs. A hímek csápja mindig szőrös, a nőstényeké szőrtelen.
A fejen közvetlenül a csápok mellett elhelyezkedő mellékszemek nagyon nagyok. A palpus maxillaris többnyire hiányzik, vagy nagyon csökevényes. A palpus labialis egyenes, mindig három részből áll, és rendszerint erősen pikkelyes. A pödör-nyelv többnyire jól fejlett, de néhány fajé visszafejlődött vagy hiányzik. A tor erős, a farpamaccsal díszített potroh vékony; rajta rendszerint sárga, vörös vagy fehér gyűrűket, illetve sávokat találunk. A nőstényeknek két genitália-nyílásuk (ditrysia) van, tojócsövük behúzható. Vékony lábaik viszonylag erősek és hosszúak, harmadik lábpárjukon közép- és végsarkantyúkat viselnek. A lábak pikkelyezése, színeik mintázata fontos határozó bélyeg.

## Életmódjuk, élőhelyük
Az európai fajok imágói többnyire nappal repülnek és virágokról táplálkoznak. Csak néhány éjszakai fajuk van (mint például a Pennisetia hylaeiformis Lasp.). Nappali életmódjuk dacára az imágók megfigyelése és begyűjtése meglehetősen nehéz.
Valamennyi faj hernyója endofág: lágyszárú növények gyökereiben, szárában, fák, bokrok ágaiban, illetve azok kérge alatt rágnak.

## Rendszertani felosztásuk
A rendkívül fajgazdag családot két alcsaládra és további mintegy 180, alcsaládba be nem sorolt nemre bontják. Hazánkban 47 fajuk ismert.
Alcsaládba nem sorolt nemek:
- - Alonina
- Anaudia
- Augangela
- Austrosetia
- Ceritrypetes
- Conopyga
- Crinipus
- Episannina
- Erismatica
- Grypopalpia
- Gymnosophistis
- Hovaesia
- Hymenosphecia
- Hypanthedon
- Idiopogon
- Isocylindra
- Lenyrhova
- Lepidopoda
- Leuthneria
- Megalosphecia
- Melisophista
- Metasphecia
- Pedalonina
- Proaegeria
- Pseudomelittia
- Thyranthrene
- Tradescanticola
- Uranothyris
- Vespanthedon
- Xenoses
- Zhuosesia

## Magyarországi fajaik
Magyarországon a 20. század közepén még csak 34 fajukról tudtunk. Az újabb kutatások eredményeként ez a szám 2002-ig 47-re emelkedett. Azóta nagyjából ennyiről tudunk, bár a különböző szerzők fajlistái némileg eltérőek.
1. Tinthiinae alcsalád (Le Cerf, 1917):
- Tinthiini nemzetség (Le Cerf, 1917)
  - Tinthia (Walker, 1865)
    - homályos ködröpszitkár (kígyószisz-szitkár, Tinthia brosiformis = Sphynx brosiformis= Microsphecia brosiformis Hb., 1813) — Magyarországon szórványos (Pastorális, 2011);
- Pennisetiini nemzetség (Naumann, 1971)
  - Pennisetia (Dehne, 1850)
    - málnagubacsszitkár (avagy üvegszárnyú málnalepke – Pennisetia hylaeiformis Laspeyres, 1801 = Bembecia hylaeiformis Laspeyres, 1801) — Magyarországon többfelé előfordul (Fazekas, 2003; Mészáros, 2005; Pastorális, 2011);

2. Sesiinae alcsalád (Boisduval, 1828):
- Sesiini nemzetség (Boisduval, 1828)
  - Sesia (Fabricius, 1775)
    - darázslepke (Sesia apiformis = Aegeria apiformis Clerck, 1759) — Magyarországon közönséges (Fazekas, 2001; Fazekas, 2003; Buschmann, 2004; Mészáros, 2005; Pastorális, 2011; Pastorális & Szeőke, 2011);
    - rezgőnyár-szitkár (Sesia melanocephala Dalman, 1816) — Magyarországon szórványos (Pastorális, 2011);
- Paranthrenini nemzetség (Niculescu, 1964)
  - Paranthrene (Hb., 1819)
    - bögölyszitkár (avagy üvegszárnyú nyárfalepke, Paranthrene tabaniformis Rottemburg, 1775) — Magyarországon közönséges (Fazekas, 2001; Fazekas, 2003; Buschmann, 2004; Mészáros, 2005; Pastorális, 2011; Pastorális & Szeőke, 2011);
    - tölgyfa-bögölyszitkár (Paranthrene insolita, Paranthrene insolitus Le Cerf, 1914) — Magyarországon szórványos (Pastorális, 2011); — Paranthrene insolita polonica (Schnaider, 1939);
- Synanthedonini nemzetség (Niculescu, 1964)
  - Bembecia Hb., 1819
    - albán szitkár (Bembecia albanensis Rebel, 1918) — Magyarországon szórványos (Fazekas, 2003; Pastorális, 2011);
    - fürkészszitkár (Bembecia ichneumoniformis Denis & Schiffermüller, 1775) — Magyarországon többfelé előfordul (Fazekas, 2001; Pastorális, 2011; Pastorális & Szeőke, 2011);
    - rekettyeszitkár (Bembecia megillaeformis (Hb., [1813]) — Magyarországon szórványos (Fazekas, 2003; Pastorális, 2011);
    - csüdfűszitkár (Bembecia puella Laštůvka, 1989) — Magyarországon szórványos (Fazekas, 2003; Pastorális, 2011);
    - zanótszitkár (Bembecia scopigera Scopoli, 1763) — Magyarországon sokfelé előfordul (Fazekas, 2001; Fazekas, 2003; Pastorális, 2011);
    - dárdahere-szitkár (Bembecia uroceriformis Treitschke, 1834) — Magyarországon szórványos (Fazekas, 2001; Pastorális, 2011);

  - Chamaesphecia (Spuler, 1910)
    - (Chamaesphecia aerifrons (Zeller, 1847)
    - ásódarázsalakú szitkár (Chamaesphecia alysoniformis (Herrich-Schäffer, 1846) — Magyarországon nem bizonyított (Fazekas, 2003);
    - török szitkár (Chamaesphecia anatolica Schwingenschuss, 1938) — Magyarországon szórványos (Pastorális, 2011);
    - légyalakú szitkár (gyűrűs szitkár, Chamaesphecia annellata Zeller, 1847) — Magyarországon többfelé előfordul (Fazekas, 2001; Fazekas, 2003; Pastorális, 2011);
    - csavardarázsalakú szitkár (farkasfűtej-szitkár, Chamaesphecia astatiformis Herrich-Schäffer, 1846) — Magyarországon többfelé előfordul (Fazekas, 2001; Fazekas, 2003; Buschmann, 2004; Pastorális, 2011);
    - bársonyszitkár (Chamaesphecia bibioniformis Esper, 1800) — Magyarországon többfelé előfordul (Fazekas, 2003; Pastorális, 2011);
    - fémdarázsalakú szitkár (vörös szitkár, Chamaesphecia chalciformis, Chamaesphecia chalcidiformis Esper, 1804) — Magyarországon szórványos (Pastorális, 2011);
    - délvidéki szitkár (avagy darázs alakú szitkár, Chamaesphecia doleriformis, Chamaesphecia colpiformis, Chamaesphecia doleriformis ssp. colpiformis Staudinger, 1856) – Magyarországon védett; természetvédelmi értéke: 2000 forint — Magyarországon szórványos (Pastorális, 2011);
    - tülkös szitkár (Chamaesphecia crassicornis Bartel, 1912) — Magyarországon szórványos (Pastorális, 2011);
    - Dumont szitkára (Chamaesphecia dumonti (Le Cerf, 1922 — Chamaesphecia dumonti ssp. similis Laštůvka, 1983) — Magyarországon szórványos (Pastorális, 2011);
    - farkaskutyatej-szitkár (Chamaesphecia empiformis Esper, 1783) — Magyarországon közönséges (Fazekas, 2001; Fazekas, 2003; Pastorális, 2011; Pastorális & Szeőke, 2011);
    - kutyatejszitkár (Chamaesphecia euceraeformis, Ch. stelidiformis Ochsenheimer, 1816) — Magyarországon többfelé előfordul (Fazekas, 2001; Fazekas, 2003; Buschmann, 2004; Pastorális, 2011);
    - magyar szitkár (Chamaesphecia hungarica Tomala, 1901) – Magyarországon védett; természetvédelmi értéke: 2000 forint — Magyarországon többfelé előfordul (Buschmann, 2004; Pastorális, 2011; Pastorális & Szeőke, 2011);
    - buckajáró szitkár (Chamaesphecia leucopsiformis Esper, 1800) — Magyarországon szórványos (Fazekas, 2001; Fazekas, 2003; Pastorális, 2011; Pastorális & Szeőke, 2011);
    - ökörfarkkóró-szitkár (Chamaesphecia masariformis (Ochsenheimer, 1808) — Magyarországon szórványos (Pastorális, 2011);
    - középhegységi szitkár (Chamaesphecia nigrifrons, Ch. sevenari (Le Cerf, 1911) — Magyarországon szórványos (Fazekas, 2001; Fazekas, 2003; Pastorális, 2011; Pastorális & Szeőke, 2011);
    - mocsári szitkár (Ch. palustris Kautz, 1927) – Magyarországon védett; természetvédelmi értéke: 2000 forint — Magyarországon szórványos (Buschmann, 2004; Pastorális, 2011);
    - légyszitkár (Chamaesphecia tenthrediniformis Denis & Schiffermüller, 1775) — Magyarországon sokfelé előfordul (Fazekas, 2001; Fazekas, 2003; Buschmann, 2004; Pastorális, 2011);

  - Synansphecia (Căpușe, 1973) = Pyropteron Newman, 1832
    - napvirágszitkár (Synansphecia affinis Staudinger, 1856) – Magyarországon védett; természetvédelmi értéke: 2000 forint — Magyarországon többfelé előfordul (Pastorális, 2011; Pastorális & Szeőke, 2011);
    - istácgyökérszitkár (Synansphecia muscaeformis (Esper, 1783) — Magyarországon szórványos (Fazekas, 2003; Pastorális, 2011);
    - sóskaszitkár (Synansphecia triannuliformis (Freyer, 1845) — Magyarországon közönséges (Fazekas, 2001; Fazekas, 2003; Pastorális, 2011; Pastorális & Szeőke, 2011);

  - Synanthedon (Hb., 1819)
    - bangitaszitkár (Synanthedon andrenaeformis (Laspeyres, 1801) — Magyarországon szórványos (Pastorális, 2011);
    - Synanthedon cephiformis (Ochsenheimer, 1808) — Magyarországon nem bizonyított (Fazekas, 2003);
    - tölgyfaszitkár (Synanthedon conopiformis (Esper, 1782) — Magyarországon szórványos (Fazekas, 2001; Fazekas, 2003; Pastorális, 2011);
    - szúnyogszitkár (nyír üvegszárnyú lepke, Synanthedon culiciformis L., 1758) — Magyarországon többfelé előfordul (Fazekas, 2001; Fazekas, 2003; Buschmann, 2004; Pastorális, 2011);
    - sárga hasú szitkár (Synanthedon flaviventris Staudinger, 1883) — Magyarországon szórványos (Pastorális, 2011);
    - hangyaszitkár (üvegszárnyú fűzfalepke, Synanthedon formicaeformis (Esper, 1783) — Magyarországon többfelé előfordul (Fazekas, 2001; Fazekas, 2003; Pastorális, 2011);
    - fakínszitkár (Synanthedon loranthi (Králiček, 1966) — Magyarországon szórványos (Fazekas, 2001; Fazekas, 2003; Pastorális, 2011);
    - déli szitkár (faliméhalakú szitkár, Synanthedon melliniformis Laspeyres, 1801) — Magyarországon szórványos (Pastorális, 2011);
    - mézgáséger-szitkár (Synanthedon mesiaeformis Herrich-Schäffer, 1846) — Magyarországon többfelé előfordul (Fazekas, 2001; Pastorális, 2011);
    - almafaszitkár (üvegszárnyú almafalepke, Synanthedon myopaeformis Borkhausen, 1789) — Magyarországon sokfelé előfordul (Fazekas, 2001; Fazekas, 2003; Mészáros, 2005; Pastorális, 2011; Pastorális & Szeőke, 2011);
    - nyírfaszitkár (Synanthedon scoliaeformis Borkhausen, 1789) — Magyarországon szórványos (Pastorális, 2011);
    - égerfaszitkár (Synanthedon spheciformis Denis & Schiffermüller, 1775) — Magyarországon sokfelé előfordul (Fazekas, 2001; Fazekas, 2003; Buschmann, 2004; Pastorális, 2011);
    - Spuler-szitkár (Spuler szitkára, Synanthedon spuleri Fuchs, 1908) — Magyarországon szórványos (Fazekas, 2001; Fazekas, 2003; Pastorális, 2011);)
    - naspolyaszitkár (Synanthedon stomoxiformis Hb., 1790) — Magyarországon szórványos (Fazekas, 2001; Fazekas, 2003; Pastorális, 2011);
    - ribiszkeszitkár (üvegszárnyú ribiszkelepke, Synanthedon tipuliformis Clerck, 1759) — Magyarországon közönséges (Fazekas, 2001;Fazekas, 2003; Buschmann, 2004; Mészáros, 2005; Pastorális, 2011);
    - darázsszitkár (Synanthedon vespiformis L., 1761) — Magyarországon sokfelé előfordul Fazekas, 2001; Fazekas, 2003; Buschmann, 2004; Pastorális, 2011; Pastorális & Szeőke, 2011);

A magyar szitkár és a mocsári szitkár tápnövénye a mocsári kutyatej. A magyar szitkár csak a Kárpát-medencében fordul elő, a mocsári szitkár viszont Ukrajna és a délorosz sztyeppek mocsaraiban, lápjaiban is honos. Hernyójuk két évig fejlődik a kutyatej szárában, miközben hosszú folyosókat rág a szár belső, szivacsos állományába.

## Névváltozatok
- Üvegszárnyú lepkék[1]
- Üvegszárnyúlepke-félék[2]